# David Myatt
David Wulstan Myatt, né en 1950, anciennement Abdul-Aziz ibn Myatt et Abdul al-Qari, est un auteur britannique, poète et philosophe né au Tanganyika (actuelle Tanzanie), fondateur de The Numinous Way, ancien musulman et ancien néonazi.
Il est également connu pour être le leader supposé de l'organisation sataniste théiste de l'Ordre des neufs angles, dont il a produit de nombreux textes importants sous le pseudonyme de Anton Long.
L'auteur de la lutte contre le terrorisme, Jon B. Perdue, décrit Myatt comme « [un] iconoclaste britannique qui a vécu une vie quelque peu itinérante et a entrepris une quête intellectuelle tout aussi fâcheuse » et « emblématique du syncrétisme moderne d'idéologies radicales ».
Myatt est considéré comme un « exemple de l'axe entre extrémistes de droite et islamistes ». Il est ainsi l'un des précurseurs du djihad blanc.
En 2010, Myatt quitte l'Islam auquel il s'était converti en 1998, et déclare être désormais contre toute forme d'extrémisme.

## Autobiographies
- Myngath. Some Recollections of a Wyrdful and Extremist Life, 2013.
- Understanding and Rejecting Extremism, 2013 (ISBN 9781484854266)
- The Numinous Way of Pathei-Mathos, 2013 (ISBN 9781484096642)
- Sophocles - Antigone. A Translation, 2013 (ISBN 9781484132067)
- Sophocles - Oedipus Tyrannus, 2013 (ISBN 9781484132104)Traduction
- The Agamemnon of Aeschylus, 2013Traduction
- Corpus Hermeticum: Eight Tractates, 2017Traduction et commentaire.